# ميليسا دونكان
ميليسا دونكان (بالإنجليزية: Melissa Duncan) هي منافسة ألعاب القوى أسترالية، ولدت في 30 يناير 1990 في ملبورن في أستراليا.

## وصلات خارجية
- ميليسا دونكان على موقع الاتحاد الدولي لألعاب القوى (الإنجليزية)
- ميليسا دونكان على موقع النتائج التاريخية لألعاب القوى الأسترالية (الإنجليزية)
- ميليسا دونكان على موقع الدوري الماسي (الإنجليزية)
- ميليسا دونكان على موقع أوليمبيديا (الإنجليزية)
- ميليسا دونكان على موقع اتحاد ألعاب الكومنولث (مؤرشف) (الإنجليزية)